# Cobitis sinensis
Cobitis sinensis es una especie de peces de la familia Cobitidae en el orden de los Cypriniformes.

## Reproducción
Es ovíparo.

## Hábitat
Vive en zonas de clima subtropical.

## Distribución geográfica
Se encuentra en la China.